# Индия на летних Олимпийских играх 1936
Индия принимала участие в Летних Олимпийских играх 1936 года в Берлине (Германия) в пятый раз за свою историю, и завоевала одну золотую медаль.

## Медалисты
| Медаль               | Спортсмен | Вид спорта      | Дисциплина |
| -------------------- | --- | --------------- | ---------- |
| Золото               | Сборная Индии по хоккею на траве \| Дхиан Чанд \| Сайед Джаффар \| \| Ричард Аллен \| Сирил Мичи \| \| Карлайл Тепселл \| Питер Пол Фернандес \| \| Мохаммед Хуссейн \| Джо Филлипс \| \| Бабу Нимал \| Гурчаран Сингх Гревал \| \| Эрнест Гудсир-Каллен \| Ахсан Мухаммед Хан \| \| Джозеф Галибарди \| Ахмед Хан \| \| Шаббан Шахаб-уд-Дин \| Лайонел Эмметт \| \| Али Дара \| Мирза Масуд \| \| Руп Сингх \| \| | Хоккей на траве | Мужчины    |
| Дхиан Чанд           | Сайед Джаффар |                 |            |
| Ричард Аллен         | Сирил Мичи |                 |            |
| Карлайл Тепселл      | Питер Пол Фернандес |                 |            |
| Мохаммед Хуссейн     | Джо Филлипс |                 |            |
| Бабу Нимал           | Гурчаран Сингх Гревал |                 |            |
| Эрнест Гудсир-Каллен | Ахсан Мухаммед Хан |                 |            |
| Джозеф Галибарди     | Ахмед Хан |                 |            |
| Шаббан Шахаб-уд-Дин  | Лайонел Эмметт |                 |            |
| Али Дара             | Мирза Масуд |                 |            |
| Руп Сингх            | |                 |            |